# American Idiot (musical)
American Idiot: The Original Broadway Cast Recording es el nombre del musical inspirado en la ópera rock American Idiot de la banda punk rock Green Day estrenado en broadway, en el teatro St. James, el año 2010

## Historia
El musical comienza con Johnny, Will y Tunny: tres amigos de veinte y tantos años que viven por desgracia en los suburbios (clasificados como Jingletown, EE. UU.) y saturados de TV ("American Idiot"). Los tres se lamentan por sus vidas mundanas ("Jesus of Suburbia") y deciden escapar. Johnny (también conocido como Jesús de Suburbia) toma prestado dinero a su madre y compra billetes de autobús a la ciudad para él y sus amigos. Will, sin embargo, se entera de que su novia Heather está embarazada y debe permanecer con ella. Johnny y Tunny parten hacia la ciudad con un grupo de jóvenes hastiados ("Holiday"). 
Mientras piza vaga por la ciudad es atraído por una mujer que ve en una ventana del apartamento ("Boulevard of Broken Dreams"), Tunny le resulta difícil adaptarse a la vida urbana y es seducido por un anuncio de televisión para el ejército ("Favorite Son") . Tunny da cuenta de que su generación ha sido tan adormecido y apático que nada, ni siquiera las brillantes luces de la ciudad, hará las delicias de él ("Are We The Waiting"). Él se alista en el ejército. 
Frustrado por la partida de su amigo y su incapacidad para encontrar niñas o diversión, Johnny entra en contacto con un carismático vendedor de drogas andrógenas que se hace llamar St. Jimmy, Johnny compra heroína por primera vez con Jimmy a su lado ("St. Jimmy "). Mientras tanto, Will se sienta en el sofá y mira como el embarazo de su novia avanza. Se bebe una cerveza y le pide para una versión ("Give Me Novacaine"). Tunny se interna en una zona de guerra, presuntamente Irak, y pronto le disparan y es herido. 
Johnny considera que St. Jimmy le ha dado todo lo que siempre quiso, las niñas y la diversión y pasa la noche con la chica que vio en la ventana, a quien llama "Whatsername" ("Last of the American Girls" / "She's a Rebel "). Johnny y Whatsername van a un club y consumen drogas juntos antes de tener relaciones sexuales ("Last Night on Earth"). 
Will tiene dificultades para aceptar la idea de la paternidad, y Heather se irrita cada vez más con su falta de madurez. A pesar de sus súplicas para quedarse, ella finalmente lo deja, llevando a su bebé con ella ("Too Much, Too Soon). Se lamenta de que todo lo que le importaba en el mundo lo ha abandonado. Por la misma época, acostado en una cama en un hospital del ejército ("Before The Lobotomy"), Tunny alucina que él y su enfermera participan en un ballet de danza aérea ("Extraordinary Girl"). Él se enamora de ella ("Before The Lobotomy (Reprise)"). 
Jimmy vuelve a aparecer pero Johnny no le hace caso, viendo dormir a Whatsername. Johnny reflexiona sobre su relación ("When It's Time"). La tentación de las drogas, sin embargo, es demasiado grande; Jimmy empuja a Johnny a cometer cada vez más errores, y con el tiempo amenaza a Whatsername (y luego a él mismo) con un cuchillo ("Know Your Enemy"). Whatsername intenta calmarlo, mientras que la chica extraordinaria ayuda a Tunny a vestirse ya que no puede por las heridas y Will se sienta en el sofá, una vez más solo ("21 Guns"). Asustado y cansado, Whatsername revela a Johnny que " St. Jimmy es un producto de la rabia de su padre y el amor de su madre" ("Letterbomb"). y Ella lo deja. 
Johnny se ve obligado a admitir que su vida ha ascendido a la nada ("Wake Me Up When September Ends"). St. Jimmy aparece y hace un último intento para llamar la atención de Johnny, pero esa parte de Johnny ha muerto; Jimmy se suicida. Johnny empieza de cero y obtiene un trabajo de escritorio, pero pronto se da cuenta de que no encuentra lugar para él en la ciudad. Vuelve a su ciudad natal y se reencuentra con Tunny que ha vuelto amputado con la chica extraordinaria y Will, quien se ha reunido con su bebé ("Homecoming"). Un año más tarde, Johnny se lamenta porque perdió el amor de su vida ("Whatsername").

## Lista de canciones
1. American Idiot
2. Jesus of Suburbia
  - I. Jesus Of Suburbia
  - II. City Of The Damned
  - III. I Don't Care
  - IV. Dearly Beloved
  - V. Tales Of Another Broken Home
3. Holiday
4. Boulevard of Broken Dreams
5. Favorite Son
6. Are We The Waiting
7. St. Jimmy
8. Give Me Novacaine
9. Last of the American Girls/She's a Rebel
10. Last Night on Earth
11. Too Much Too Soon
12. Before the lobotomy
13. Extraordinary Girl
14. Before the lobotomy (repetición)
15. When It's Time
16. Know Your Enemy
17. 21 Guns
18. Letterbomb
19. Wake Me Up When September Ends
20. Homecoming
  - I. The Death Of St. Jimmy
  - II. East 12th St.
  - III. Nobody Likes You
  - IV. Rock and Roll Girlfriend
  - V. We're Coming Home Again
21. Whatsername
22. When It's Time (Green Day)